# Ozyptila barbara
Ozyptila barbara är en spindelart som beskrevs av Denis 1945. Ozyptila barbara ingår i släktet Ozyptila och familjen krabbspindlar.
Artens utbredningsområde är Algeriet. Inga underarter finns listade i Catalogue of Life.